# Mauro Félix Mamani Macedo
Mauro Félix Mamani Macedo (Arequipa, 1969) es un escritor, ensayista, crítico literario y catedrático universitario peruano. Su trabajo académico y literario se centra en la literatura andina y la tradición oral en la narrativa peruana.

## Biografía
Nació en Arequipa el año 1969. Desde temprana edad, mostró interés por la literatura y la cultura andina, lo que más tarde marcaría su trayectoria académica y profesional. Realizó sus estudios universitarios en la Universidad Nacional Mayor de San Marcos (UNMSM), donde obtuvo el grado de Doctor en Literatura Peruana y Latinoamericana. En esta misma institución, se ha desempeñado como docente e investigador en la Facultad de Letras y Ciencias Humanas.
Su labor académica ha estado enfocada en la dirección de proyectos de investigación sobre literatura andina y ha participado en diversos congresos y seminarios nacionales e internacionales relacionados con la literatura peruana, la oralidad y la interculturalidad en la narrativa andina.
Uno de sus mayores aportes ha sido el análisis crítico de la obra de José María Arguedas, dicho ensayo, fue titulado " José María Arguedas. Urpi, fieru, quri, sonqoyky", el cual fue reconocido con el Premio Copé de Ensayo en 2010. Posteriormente, en 2022, fue reconocido como Personalidad Meritoria de la Cultura, otorgado por el Ministerio de Cultura del Perú.
Además de su producción académica, ha dictado conferencias a nivel internacional, publicado artículos en revistas especializadas y formado nuevos investigadores en el ámbito de la literatura andina y latinoamericana.

## Obras
Ha publicado múltiples libros y ensayos sobre literatura peruana y andina. Entre sus obras más destacadas se encuentran:
Libros publicados de crítica literaria:
- Poéticas andinas (2009)
- José María Arguedas. Urpi, fieru, quri, sonqoyky (2011)
- Quechumara. Proyecto Estético Ideológico de Gamaliel Churata (2012)[9]
- Sitio de la Tierra. Antología del vanguardismo literarios andino (FCE, 2017)

Ha editado los siguientes libros:
- Ahayu-watan. Suma poética de Gamaliel Churata (2013)
- Antonio Cornejo Polar. El lugar de la crítica. Conversatorios y entrevistas (2016)
- Guaman Poma de Ayala. Las travesías cultuales (2016).

Ha coeditado lo siguiente:
- Manuel Scorza. Homenaje y recuerdos (2008)
- Tomás Escajadillo. Aportes a la crítica y a los estudios literarios (2011)
- Soi Indio. Estudios sobre la poesía de Efraín Miranda (2011)
- América diversa. Literatura y memoria (2012)
- El Boletín Titikaka. Edición facsimilar (2016)

## Premios y Reconocimientos
A lo largo de su trayectoria, ha recibido importantes reconocimientos por su contribución a la literatura y cultura peruana:
- Premio Copé de Ensayo (2010) – Otorgado por Petroperú en la II Bienal de Ensayo.[4]
- Premio al Mérito Científico (2013) – Otorgado por la Universidad Nacional Mayor de San Marcos [10]
- Personalidad Meritoria de la Cultura (2022) – Distinción otorgada por el Ministerio de Cultura del Perú en reconocimiento a su labor en la investigación y difusión de la literatura andina.[5]